# Porculus vianai
Porculus vianai es una especie de coleóptero de la familia Ciidae.

## Distribución geográfica
Habita en Argentina y Brasil.